# Генріх Шрот
Генріх Шрот (нім. Heinrich Schroth *23 березня 1871 — †14 січня 1945) — німецький актор театру та кіно.

## Кар'єра
Народився Генріх Огюст Франц Шрот в Пірмазенсі, Рейнланд-Пфальц, Німеччина. В 1890 році Шрот дебютував в Королівському театрі Зігмарінген. У 1894 році він працює в міському театрі в Аугсбурзі, в 1896 році в Майнці в 1897 році в Театрі Королевського Суду в Ганновері. З 1899 по 1905 рік він провів шість років у складі німецького драматичного ансамблю в Гамбурзі, з 1905 року виступав у різних берлінських театрах.

## Кінокар'єра
Шрот дебютував у кіно в 1916 у драмі Волтер Шмідгаслера Велкер Лорбір. Він провів 1910-і роки знімаючись в численних німецьких німих фільмах, працював з такими режисерами, як Георг Якобі, Роберт Віне і Гаррі Піль. Його кар'єра в 1920-ті була успішною, і він грав разом з такими зірками німого кіно як Ліль Даговер, Еміль Яннінгс, Пауль Вегенер і Бригітта Гельм. Шрот з легкістю переходить до епохи звукового кіно.
Під час Другої світової війни Генріх Шрот бере участь у великій кількості кінопроєктів для нацистської партії, у тому числі пропагандистських фільмах для нацистського режиму. На заключному етапі Другої світової війни, Рейхсміністр пропаганди Йозеф Геббельс поміщає Шрота у Gottbegnadeten-Liste («список Богом-обдарованих» або «незалежний список важливий артистів»), список артистів на 36 сторінках, що мають вирішальне значення для нацистської культури. Найбільш помітної роботою Шрота епохи Другої світової війни, можливо, стала роль Герра фон Неуффера в антисемітській мелодрамі 1940 року Єврей Зюсс (нім. Jud Süß) режисера Файта Харлана, знятою за замовленням Геббельса.
Театральна і кіно-кар'єри Шрота тривали п'ять десятиліть. Він помер у січні 1945 року.

## Особисте життя
Генріх Шрот був одружений тричі. Мало що відомо про його першу дружини. У пари народився син, Гайнц Шрот (1902—1957). Його друга дружина була Елс Раттершейм, у пари народився син, актор і режисер Карл-Гайнц Шрот (він же Гайнц Сайлер) в 1902 році. Його третя дружина була німецька актриса Кейт Хаак, з якою у нього народилась дочка, актриса Ганнелоре Шрот в 1922 році.

## Вибрана фільмографія
- The Queen's Love Letter (1916)
- The Queen's Secretary (1916)
- Dr. Hart's Diary (1917)
- Countess Kitchenmaid (1918)
- Jim Cowrey is Dead (1921)
- Marie Antoinette, the Love of a King (1922)
- People to Each Other (1926)
- Prinz Louis Ferdinand (1927)
- The Great Adventuress (1928)
- Misled Youth (1929)
- Atlantik (1929)
- 1914 (1931)
- No Money Needed (1932)
- Man Without a Name (1932)
- William Tell (1934)
- Uncle Bräsig (1936)
- Water for Canitoga (1939)
- Єврей Зюсс / Jud Süß (1940)
- Friedemann Bach (1941)